# 宜昌市广播电视大学
30°42′07″N 111°17′25″E / 30.70195°N 111.29024°E
宜昌市广播电视大学，简称宜昌电大，位于湖北省宜昌市果园路3号，创建于1979年2月，隶属于宜昌市人民政府，由宜昌市教育局主管，属于电大系统。在下属三市五县四区设有十个分校，两个教学点。